# 1 E19 m
Pour aider à comparer les ordres de grandeur des différentes longueurs, voici une liste de longueurs de l'ordre de 1019 m, soit environ 1 000 années-lumière (al) :
- 1,4×1019 m (1 500 al) : épaisseur approximative du disque galactique à l'emplacement du Soleil
- 1,5×1019 m (1 600 al) : distance entre le Système solaire et la nébuleuse d'Orion
- 4,7×1019 m (5 000 al) : distance entre le Système solaire et la nébuleuse du Boomerang, l'endroit le plus froid connu (1 K)
- 5,3×1019 m (5 600 al) : distance entre le système solaire et l'exoplanète Methuselah
- 6,1×1019 m (6 500 al) : distance entre le Système solaire et le bras de Persée, la spirale suivante de la Galaxie